# Закон України «Про судоустрій України»
Закон України «Про судоустрій України» — закон, що визначав правові засади організації судової влади та здійснення правосуддя в Україні, систему судів загальної юрисдикції, основні вимоги щодо формування корпусу професійних суддів, систему та порядок здійснення суддівського самоврядування, встановлював загальний порядок забезпечення діяльності судів та регулював інші питання судоустрою.
Закон утратив чинність 3 серпня 2010 року у зв'язку з набранням чинності новим Законом про судоустрій і статус суддів.

## Мала судова реформа 2001—2002
Згідно з Перехідними положеннями Конституції України, Верховна Рада України 21 червня 2001 року прийняла пакет законів про внесення змін до дванадцяти актів, які регулюють діяльність судових органів і визначають їх повноваження, а також повноваження правоохоронних органів.
Поглиблення судової реформи відбулося з прийняттям 7 лютого 2002 року нового Закону «Про судоустрій України», який набув чинності з 1 червня.
Закон врегулював основні питання судоустрою. Вважається, що його прийняття умовно завершило перший етап судової реформи.
Зміни, внесені до чинного законодавства, визначили систему загальних судів відповідно до вимог Конституції України (статті 124, 125). Відбулося реформування арбітражних судів у спеціалізовані господарські суди. Закон визначав, що спеціалізованими є господарські, адміністративні та «інші суди, визначені як спеціалізовані». Формування системи адміністративних судів було здійснено тільки у 2005 році.
З прийняттям Закону втрачали чинність Закон УРСР «Про судоустрій України» 1981 р., Закон України «Про господарські суди» 1991 р. та деякі інші закони.

## Зміст
Закон містив 135 статей у двадцяти главах і шести розділах, а також сьомий розділ «Прикінцеві та перехідні положення».
- Розділ I. Засади організації судової влади
  - Глава 1. Загальні положення
  - Глава 2. Засади здійснення правосуддя в Україні
- Розділ II. Суди загальної юрисдикції
  - Глава 3. Організаційні основи системи судів загальної юрисдикції
  - Глава 4. Місцеві суди
  - Глава 5. Апеляційні суди
  - Глава 6. Касаційний суд України
  - Глава 7. Вищі спеціалізовані суди
  - Глава 8. Верховний Суд України
- Розділ III. Професійні судді, народні засідателі та присяжні
  - Глава 9. Участь професійних суддів у здійсненні правосуддя
  - Глава 10. Участь народних засідателів та присяжних у здійсненні правосуддя
- Розділ IV. Кваліфікаційні комісії суддів
  - Глава 11. Система кваліфікаційних комісій суддів
  - Глава 12. Повноваження та організація роботи кваліфікаційних комісій суддів
  - Глава 13. Кваліфікаційна атестація
  - Глава 14. Повноваження кваліфікаційних комісій щодо дисциплінарної відповідальності суддів
- Розділ V. Суддівське самоврядування
  - Глава 15. Засади суддівського самоврядування
  - Глава 16. Збори суддів та конференції суддів
  - Глава 17. Вищі органи суддівського самоврядування
- Розділ VI. Організаційне забезпечення діяльності судів та інші питання судоустрою
  - Глава 18. Загальні питання забезпечення діяльності судів
  - Глава 19. Державна судова адміністрація
  - Глава 20. Інші питання судоустрою України
- Розділ VII. Прикінцеві та перехідні положення.

## Позиція Конституційного Суду України
11 грудня 2003 року Конституційний Суд України проголосив рішення, яким визнав неконституційними положення Закону щодо Касаційного суду України. Суд вирішив, що утворення в системі судів загальної юрисдикції Касаційного суду України суперечить статтям 125, 131 Конституції України.
16 травня 2007 року Конституційний Суд за поданням Вищої ради юстиції вирішив, що положення Закону про те, що «голова суду, заступник голови суду призначаються на посаду та звільняються з посади Президентом України» є неконституційними, оскільки таке право Президента не передбачене Основним Законом. Тим самим було зменшено вплив Президента України Віктора Ющенка на формування суддівського корпусу. Це спровокувало затяжне протистояння між Ющенком і судовою гілкою.
18 червня 2007 визнані неконституційними положення Держбюджету–2007, які тимчасово зупиняли дію Закону в частині пільг, пенсій та грошового утримання суддів, зарплат працівників апаратів судів та працівників ДСА.
22 травня 2008 визнані неконституційними деякі положення Держбюджету–2008, які знижували досягнутий рівень гарантій незалежності суддів, оскільки це «може бути використано для впливу на судову владу».
17 грудня 2009 єдиний орган конституційної юстиції відібрав у Президента України право призначати та звільняти Голову Державної судової адміністрації, його заступників, а також затверджувати положення про ДСА.
22 грудня 2009 Конституційний Суд розтлумачив повноваження Ради суддів України щодо призначення суддів на адміністративні посади.